# Saint-Aubin-de-Lanquais
Pour les articles homonymes, voir Saint-Aubin et Lanquais (homonymie).
Saint-Aubin-de-Lanquais est une commune française située dans le département de la Dordogne, en région Nouvelle-Aquitaine.

## Géographie

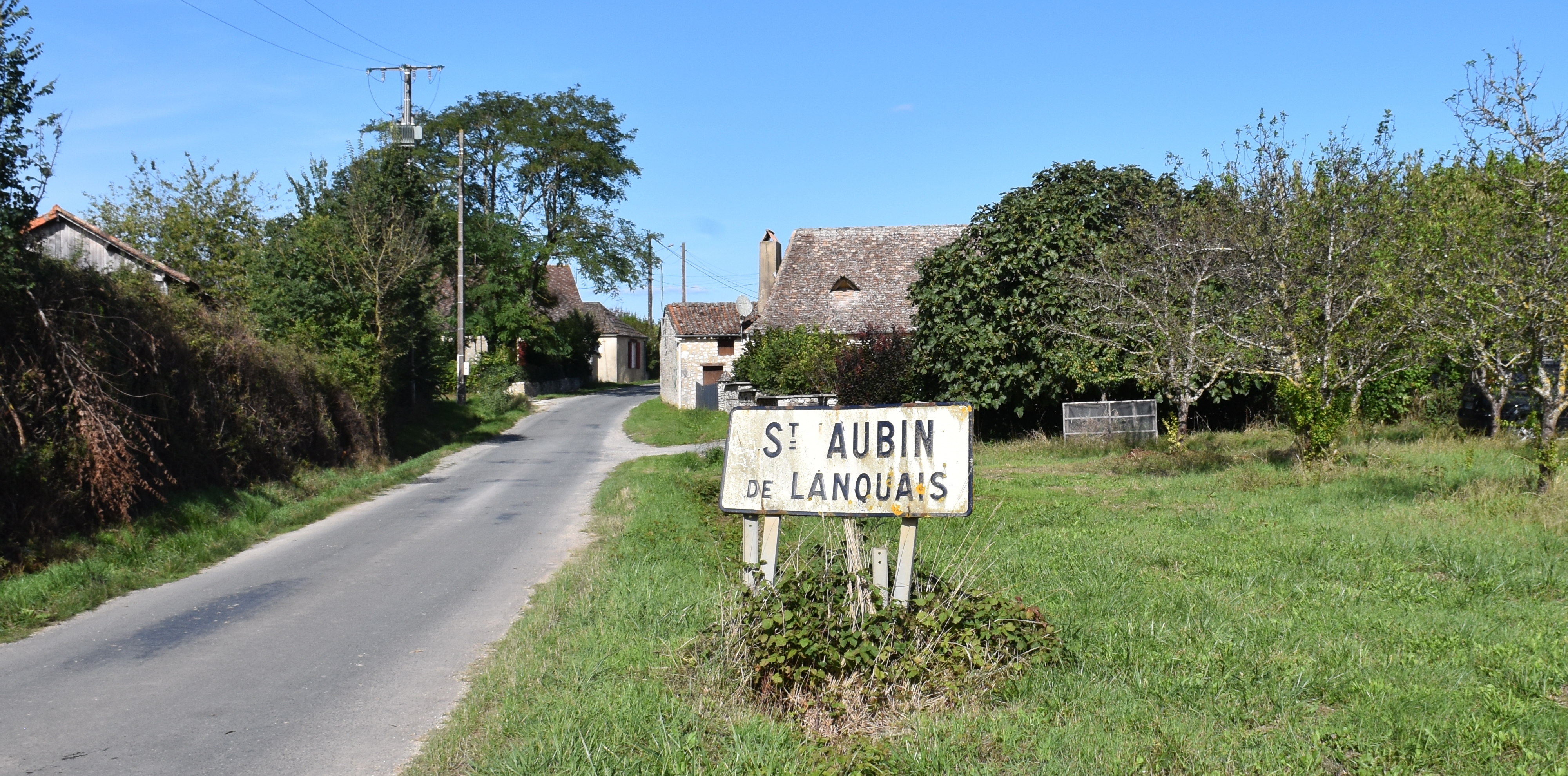
Une entrée du bourg.

### Généralités
La commune de Saint-Aubin-de-Lanquais se situe au sud du département de la Dordogne, en Bergeracois, dans l'aire d'attraction de Bergerac.
Le bourg, au croisement des routes départementales 19 et 21, se situe, en distances orthodromiques, onze kilomètres au sud-est de Bergerac et douze kilomètres à l'ouest-sud-ouest de Lalinde.
Entre Saint-Nexans et Verdon, le sentier de grande randonnée GR 6 traverse le territoire communal de l'ouest au nord-est, sur environ cinq kilomètres.

### Communes limitrophes
Saint-Aubin-de-Lanquais est limitrophe de sept autres communes. Au nord-est, son territoire est distant de moins de 600 mètres de celui de Saint-Agne.
|                  | Saint-Germain-et-Mons   | Verdon           |
| Saint-Nexans     | Saint-Aubin-de-Lanquais | Faux-en-Périgord |
| Conne-de-Labarde | Saint-Cernin-de-Labarde | Monmadalès       |

### Géologie et relief

#### Géologie
Situé sur la plaque nord du Bassin aquitain et bordé à son extrémité nord-est par une frange du Massif central, le département de la Dordogne présente une grande diversité géologique. Les terrains sont disposés en profondeur en strates régulières, témoins d'une sédimentation sur cette ancienne plate-forme marine. Le département peut ainsi être découpé sur le plan géologique en quatre gradins différenciés selon leur âge géologique. Saint-Aubin-de-Lanquais est située dans le quatrième gradin à partir du nord-est, un plateau formé de dépôts siliceux-gréseux et de calcaires lacustres de l'ère tertiaire.
Les couches affleurantes sur le territoire communal sont constituées de formations superficielles du Quaternaire et de roches sédimentaires datant du Cénozoïque. La formation la plus ancienne, notée e6-7, se compose d'argiles à Palaeotherium, des argiles carbonatées silteuses versicolores à niveaux sableux (Bartonien supérieur à Priabonien inférieur continental). La formation la plus récente, notée Fy3-z, fait partie des formations superficielles de type alluvions subactuelles à actuelles. Le descriptif de ces couches est détaillé dans  les feuilles « no 806 - Bergerac » et « no 830 - Eymet » de la carte géologique au 1/50 000 de la France métropolitaine, et leurs notices associées,.

Carte géologique de Saint-Aubin-de-Lanquais.

#### Relief et paysages
Le département de la Dordogne se présente comme un vaste plateau incliné du nord-est (491 m, à la forêt de Vieillecour dans le Nontronnais, à Saint-Pierre-de-Frugie) au sud-ouest (2 m à Lamothe-Montravel). L'altitude du territoire communal varie quant à elle entre 64 mètres à l'extrême nord-est, là où le Couillou quitte la commune pour entrer sur celle de Saint-Germain-et-Mons, et 147 mètres au nord-est, au lieu-dit Phénix,.
Dans le cadre de la Convention européenne du paysage entrée en vigueur en France le 1er juillet 2006, renforcée par la loi du 8 août 2016 pour la reconquête de la biodiversité, de la nature et des paysages, un atlas des paysages de la Dordogne a été élaboré sous maîtrise d’ouvrage de l’État et publié en octobre 2020. Les paysages du département s'organisent en huit unités paysagères,. La commune est dans le Bergeracois, une région naturelle présentant un relief contrasté, avec les deux grandes vallées de la Dordogne et du Dropt séparées par un plateau plus ou moins vallonné, dont la pente générale s’incline doucement d’est en ouest. Ce territoire offre des paysages ouverts qui tranchent avec les paysages périgourdins. Il est composé de vignes, vergers et cultures,.
La superficie cadastrale de la commune publiée par l'Insee, qui sert de référence dans toutes les statistiques, est de 9,27 km2,,. La superficie géographique, issue de la BD Topo, composante du Référentiel à grande échelle produit par l'IGN, est quant à elle de 9,38 km2.

### Hydrographie

#### Réseau hydrographique

Réseaux hydrographique et routier de Saint-Aubin-de-Lanquais.

La commune est située dans le bassin de la Dordogne au sein du Bassin Adour-Garonne. Elle est drainée par la Conne, le Couillou, le Gouzou et par un petit cours d'eau, qui constituent un réseau hydrographique de 5 km de longueur totale,.
La Conne, d'une longueur totale de 22,96 km, prend sa source dans la commune de Faux-en-Périgord et se jette dans la Dordogne en rive gauche à Bergerac. Elle borde le territoire communal au sud sur un kilomètre, face à Monmadalès.
Principal affluent de la Conne, le Gouzou prend sa source au nord du bourg et arrose l'ouest de la commune sur plus d'un kilomètre et demi.
Autre affluent de rive gauche de la Dordogne, le Couillou marque la limite communale au nord-est sur deux kilomètres, face à Verdon et Saint-Germain-et-Mons.

#### Gestion et qualité des eaux
Le territoire communal est couvert par le schéma d'aménagement et de gestion des eaux (SAGE) « Dordogne Atlantique ». Ce document de planification, dont le territoire correspond au sous‐bassin le plus aval du bassin versant de la Dordogne (aval de la confluence Dordogne - Vézère)., d'une superficie de 2 700 km2 est en cours d'élaboration. La structure porteuse de l'élaboration et de la mise en œuvre est l'établissement public territorial de bassin de la Dordogne (EPIDOR). Il définit sur son territoire les objectifs généraux d’utilisation, de mise en valeur et de protection quantitative et qualitative des ressources en eau superficielle et souterraine, en respect des objectifs de qualité définis dans le troisième SDAGE  du Bassin Adour-Garonne qui couvre la période 2022-2027, approuvé le 10 mars 2022.
La qualité des eaux de baignade et des cours d’eau peut être consultée sur un site dédié géré par les agences de l’eau et l’Agence française pour la biodiversité.

### Climat
Pour des articles plus généraux, voir Climat de la Nouvelle-Aquitaine et Climat de la Dordogne.
Historiquement, la commune est exposée à un climat océanique aquitain.
En 2020, Météo-France publie une typologie des climats de la France métropolitaine dans laquelle la commune est dans une zone de transition entre le climat océanique et le climat océanique altéré et est dans la région climatique  Aquitaine, Gascogne, caractérisée par une pluviométrie abondante au printemps, modérée en automne, un faible ensoleillement au printemps, un été chaud (19,5 °C), des vents faibles, des brouillards fréquents en automne et en hiver et des orages fréquents en été (15 à 20 jours).
Pour la période 1971-2000, la température annuelle moyenne est de 12,8 °C, avec  une amplitude thermique annuelle de 15,1 °C. Le cumul annuel moyen de précipitations est de 849 mm, avec 10,9 jours de précipitations en janvier et 7 jours en juillet. Pour la période 1991-2020, la température moyenne annuelle observée sur la station météorologique la plus proche, située sur la commune de Bergerac à 11 km à vol d'oiseau, est de 13,2 °C et le cumul annuel moyen de précipitations est de 792,9 mm,. Pour l'avenir, les paramètres climatiques de la commune estimés pour 2050 selon différents scénarios d’émission de gaz à effet de serre sont consultables sur un site dédié publié par Météo-France en novembre 2022.

## Urbanisme

### Typologie
Au 1er janvier 2024, Saint-Aubin-de-Lanquais est catégorisée commune rurale à habitat dispersé, selon la nouvelle grille communale de densité à 7 niveaux définie par l'Insee en 2022.
Elle est située hors unité urbaine. Par ailleurs la commune fait partie de l'aire d'attraction de Bergerac, dont elle est une commune de la couronne,. Cette aire, qui regroupe 73 communes, est catégorisée dans les aires de 50 000 à moins de 200 000 habitants,.

### Occupation des sols
L'occupation des sols de la commune, telle qu'elle ressort de la base de données européenne d’occupation biophysique des sols Corine Land Cover (CLC), est marquée par l'importance des territoires agricoles (83,2 % en 2018), une proportion sensiblement équivalente à celle de 1990 (82,7 %). La répartition détaillée en 2018 est la suivante : 
terres arables (47,6 %), zones agricoles hétérogènes (26,8 %), forêts (16,8 %), cultures permanentes (5,3 %), prairies (3,5 %). L'évolution de l’occupation des sols de la commune et de ses infrastructures peut être observée sur les différentes représentations cartographiques du territoire : la carte de Cassini (XVIIIe siècle), la carte d'état-major (1820-1866) et les cartes ou photos aériennes de l'IGN pour la période actuelle (1950 à aujourd'hui).

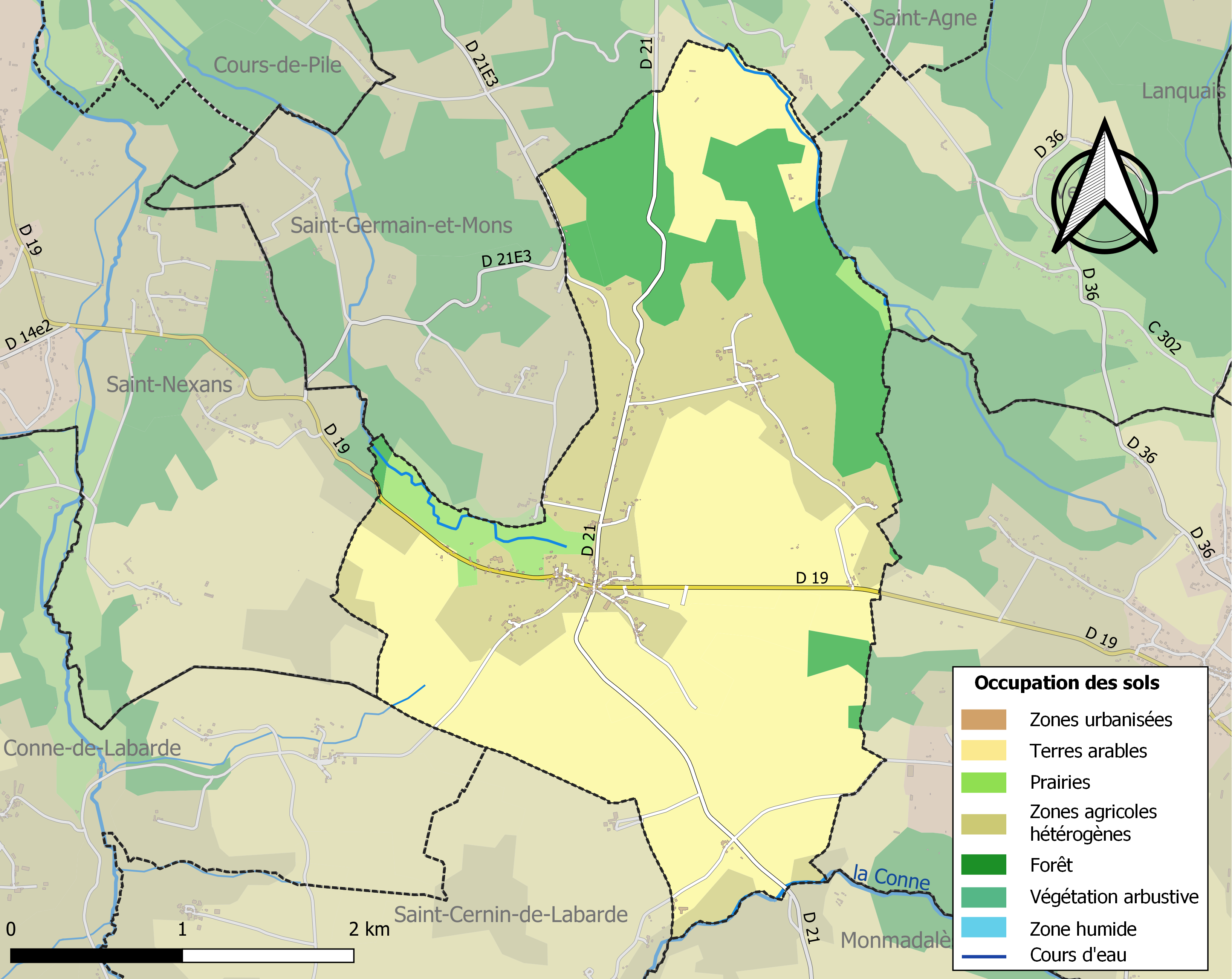
Carte des infrastructures et de l'occupation des sols de la commune en 2018 (CLC).

### Villages, hameaux et lieux-dits
Outre le bourg de Saint-Aubin-de-Lanquais proprement dit, la commune se compose d'autres villages ou hameaux, ainsi que de lieux-dits :
- les Bernis
- les Bernoux
- les Bouygues
- les Cabanes
- le Caillou
- Cantegrel
- Cantelouve
- le Casse
- le Casse Blanc
- la Cépède
- le Chai
- la Croix de Phénix
- la Croze
- le Four à Chaux
- Gabarou
- la Garenne Verte
- Grangemont
- Leymay
- Maisonneuve
- le Maragnac
- Peyrelevade
- Phénix
- Pialevezy
- les Plantes
- le Plantou Blanc
- Portugal
- le Pouch
- le Pradel
- les Prés Noirs
- les Réclauds
- les Robinaudes.

### Prévention des risques
Le territoire de la commune de Saint-Aubin-de-Lanquais est vulnérable à différents aléas naturels : météorologiques (tempête, orage, neige, grand froid, canicule ou sécheresse), feux de forêts, mouvements de terrains et séisme (sismicité très faible). Un site publié par le BRGM permet d'évaluer simplement et rapidement les risques d'un bien localisé soit par son adresse soit par le numéro de sa parcelle.
Saint-Aubin-de-Lanquais est exposée au risque de feu de forêt. L’arrêté préfectoral du 14 mars 2013 fixe les conditions de pratique des incinérations et de brûlage dans un objectif de réduire le risque de départs d’incendie. À ce titre, des périodes sont déterminées : interdiction totale du 15 février au 15 mai et du 15 juin au 15 octobre, utilisation réglementée du 16 mai au 14 juin et du 16 octobre au 14 février. En septembre 2020, un plan inter-départemental de protection des forêts contre les incendies (PidPFCI) a été adopté pour la période 2019-2029,.

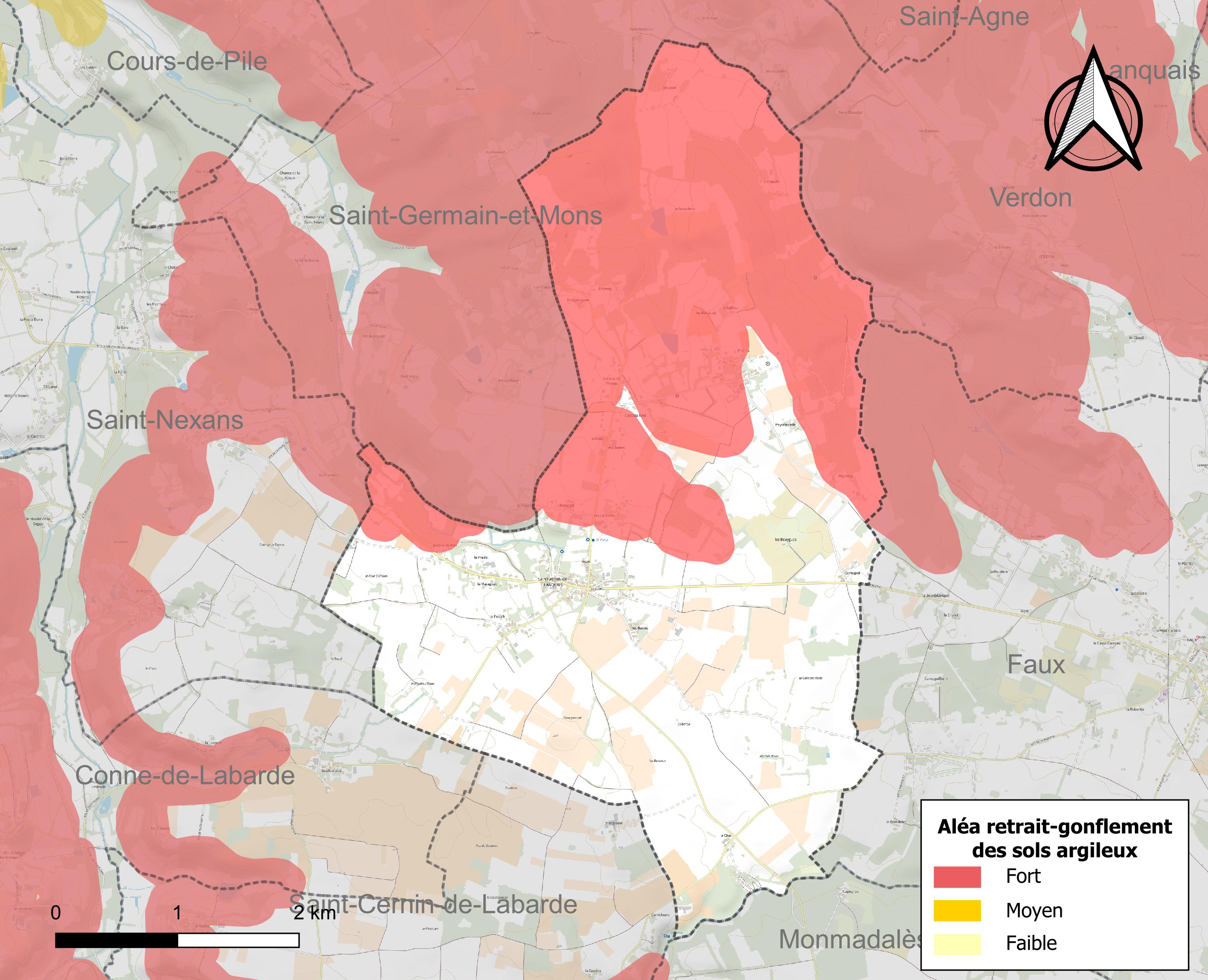
Carte des zones d'aléa retrait-gonflement des sols argileux de Saint-Aubin-de-Lanquais.

Les mouvements de terrains susceptibles de se produire sur la commune sont des tassements différentiels. Le retrait-gonflement des sols argileux est susceptible d'engendrer des dommages importants aux bâtiments en cas d’alternance de périodes de sécheresse et de pluie. 43,5 % de la superficie communale est en aléa moyen ou fort (58,6 % au niveau départemental et 48,5 % au niveau national métropolitain). Depuis le 1er octobre 2020, en application de la loi ÉLAN, différentes contraintes s'imposent aux vendeurs, maîtres d'ouvrages ou constructeurs de biens situés dans une zone classée en aléa moyen ou fort,.
La commune a été reconnue en état de catastrophe naturelle au titre des dommages causés par les inondations et coulées de boue survenues en 1982, 1999 et 2018, par la sécheresse en 1989, 1992 et 2011 et par des mouvements de terrain en 1999.

## Toponymie
Le nom de la commune fait référence à saint Aubin, évêque d'Angers au VIe siècle.
En occitan, la commune porte le nom de Sench Albin de Lencais.

## Histoire
La première mention écrite connue du lieu date de 1365 sous la forme latine Sanctus Albinus de Montibus (Saint Aubin du Mont). Au XVIIe siècle, l'atlas de Johannes Blaeu identifie le village sous le nom de Saint Chalbi. C'est à cette même époque que le nom de « Saint Aubin de Lanquais » apparait.
Au XIXe siècle, l'église actuelle a été bâtie en remplacement d'une ancienne église.

## Politique et administration

### Rattachements administratifs et électoraux
Dès 1790, la commune de Saint-Aubin-de-Lanquais a été rattachée au canton de Ribagnac qui dépendait du district de Bergerac jusqu'en 1795, date de suppression des districts. Lorsque ce canton est supprimé par la loi du 8 pluviôse an IX (28 janvier 1801)  portant sur la « réduction du nombre de justices de paix », la commune est rattachée au canton d'Issigeac dépendant de l'arrondissement de Bergerac.
Dans le cadre de la réforme de 2014 définie par le décret du 21 février 2014, ce canton disparaît aux élections départementales de mars 2015. La commune est alors rattachée au canton du Sud-Bergeracois.

### Intercommunalité
Fin 2009, Saint-Aubin-de-Lanquais intègre dès sa création la communauté de communes du Pays issigeacois. Celle-ci est dissoute au 31 décembre 2013 et remplacée au 1er janvier 2014 par la communauté de communes des Portes sud Périgord.

### Administration municipale
La population de la commune étant comprise entre 100 et 499 habitants au recensement de 2017, onze conseillers municipaux ont été élus en 2020,.

### Liste des maires
| Période                                  | Période       | Identité           | Étiquette | Qualité                                    |
| ---------------------------------------- | ------------- | ------------------ | --------- | ------------------------------------------ |
| Les données manquantes sont à compléter. |               |                    |           |                                            |
|                                          |               |                    |           |                                            |
| 1989                                     | mars 2008     | Jean-Claude Lebran |           |                                            |
| mars 2008                                | novembre 2008 | Yves Marécaux      | SE        | Agent du Conseil général                   |
| novembre 2008                            | janvier 2009  | Moïse Labonne      |           | Premier adjoint faisant fonctions de maire |
| janvier 2009                             | avril 2010    | Yves Marécaux      | SE        | Agent du Conseil général                   |
| avril 2010                               | juin 2010     | Moïse Labonne      |           | Premier adjoint faisant fonctions de maire |
| juin 2010 (réélu en mai 2020)            | En cours      | Moïse Labonne      |           |                                            |

## Équipements et services publics

### Justice
Dans le domaine judiciaire, Saint-Aubin-de-Lanquais relève : 
- du tribunal judiciaire, du tribunal pour enfants, du conseil de prud'hommes et du tribunal de commerce de Bergerac ;
- du pôle Nationalité du tribunal judiciaire de Périgueux (compétent uniquement dans le domaine de la nationalité) ;
- de la cour d'appel, du tribunal administratif et de la  cour administrative d'appel de Bordeaux.

## Population et société

### Démographie
Les habitants de Saint-Aubin-de-Lanquais se nomment les Saint-Aubinois.
L'évolution du nombre d'habitants est connue à travers les recensements de la population effectués dans la commune depuis 1793. Pour les communes de moins de 10 000 habitants, une enquête de recensement portant sur toute la population est réalisée tous les cinq ans, les populations de référence des années intermédiaires étant quant à elles estimées par interpolation ou extrapolation. Pour la commune, le premier recensement exhaustif entrant dans le cadre du nouveau dispositif a été réalisé en 2007.

En 2022, la commune comptait 357 habitants, en évolution de +6,57 % par rapport à 2016 (Dordogne : +0,37 %, France hors Mayotte : +2,11 %).
| 1793 | 1800 | 1806 | 1821 | 1831 | 1836 | 1841 | 1846 | 1851 |
| ---- | ---- | ---- | ---- | ---- | ---- | ---- | ---- | ---- |
| 588  | 572  | 562  | 581  | 586  | 587  | 605  | 608  | 606  |

| 1856 | 1861 | 1866 | 1872 | 1876 | 1881 | 1886 | 1891 | 1896 |
| ---- | ---- | ---- | ---- | ---- | ---- | ---- | ---- | ---- |
| 570  | 591  | 593  | 575  | 584  | 544  | 519  | 526  | 514  |

| 1901 | 1906 | 1911 | 1921 | 1926 | 1931 | 1936 | 1946 | 1954 |
| ---- | ---- | ---- | ---- | ---- | ---- | ---- | ---- | ---- |
| 509  | 435  | 413  | 350  | 348  | 334  | 342  | 305  | 315  |

| 1962 | 1968 | 1975 | 1982 | 1990 | 1999 | 2006 | 2007 | 2012 |
| ---- | ---- | ---- | ---- | ---- | ---- | ---- | ---- | ---- |
| 294  | 270  | 247  | 220  | 232  | 256  | 264  | 265  | 313  |

| 2017 | 2022 | - | - | - | - | - | - | - |
| ---- | ---- | - | - | - | - | - | - | - |
| 343  | 357  | - | - | - | - | - | - | - |

### Manifestations culturelles et festivités
- Les « Métallies », au mois d'août : exposition et rencontre avec les artisans du métal (fer, étain, bronze, etc.)

## Économie

### Emploi
En 2015, parmi la population communale comprise entre 15 et 64 ans, les actifs représentent 173 personnes, soit 52,7 % de la population municipale. Le nombre de chômeurs (vingt-sept) a augmenté par rapport à 2010 (dix-huit) et le taux de chômage de cette population active s'établit à 15,5 %.

### Établissements
Au 31 décembre 2015, la commune compte vingt-trois établissements, dont douze au niveau des commerces, transports ou services, cinq dans l'agriculture, la sylviculture ou la pêche, deux dans la construction, deux relatifs au secteur administratif, à l'enseignement, à la santé ou à l'action sociale, et deux dans l'industrie.

## Culture locale et patrimoine

### Lieux et monuments
- Château de Saint-Aubin des XVIe et XVIIe siècles[60].
- Église Saint-Aubin du XIXe siècle[61].
- Pigeonniers aux lieux-dits les Cabanes et Phénix.

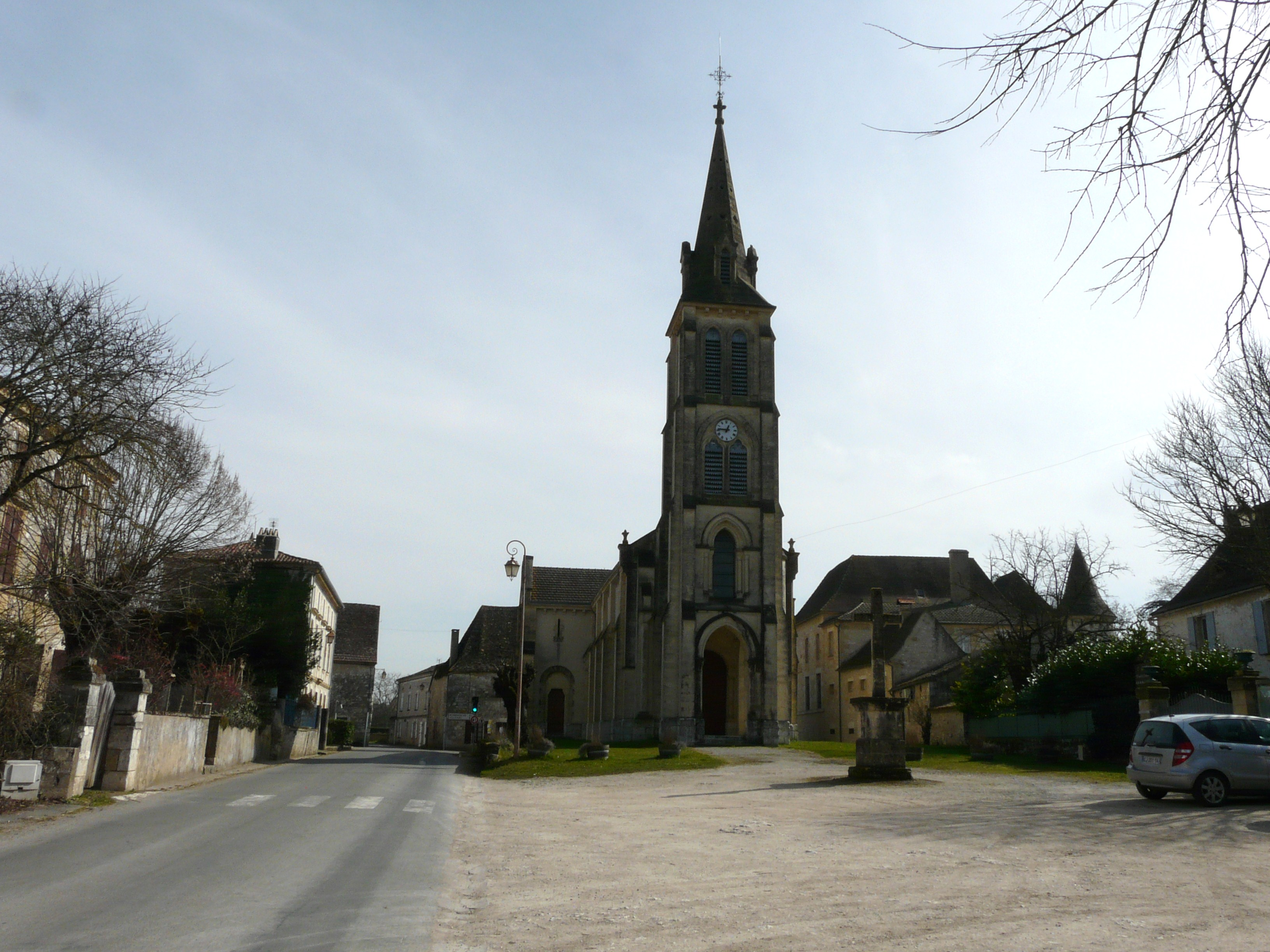
L'église de Saint-Aubin dans le bourg.
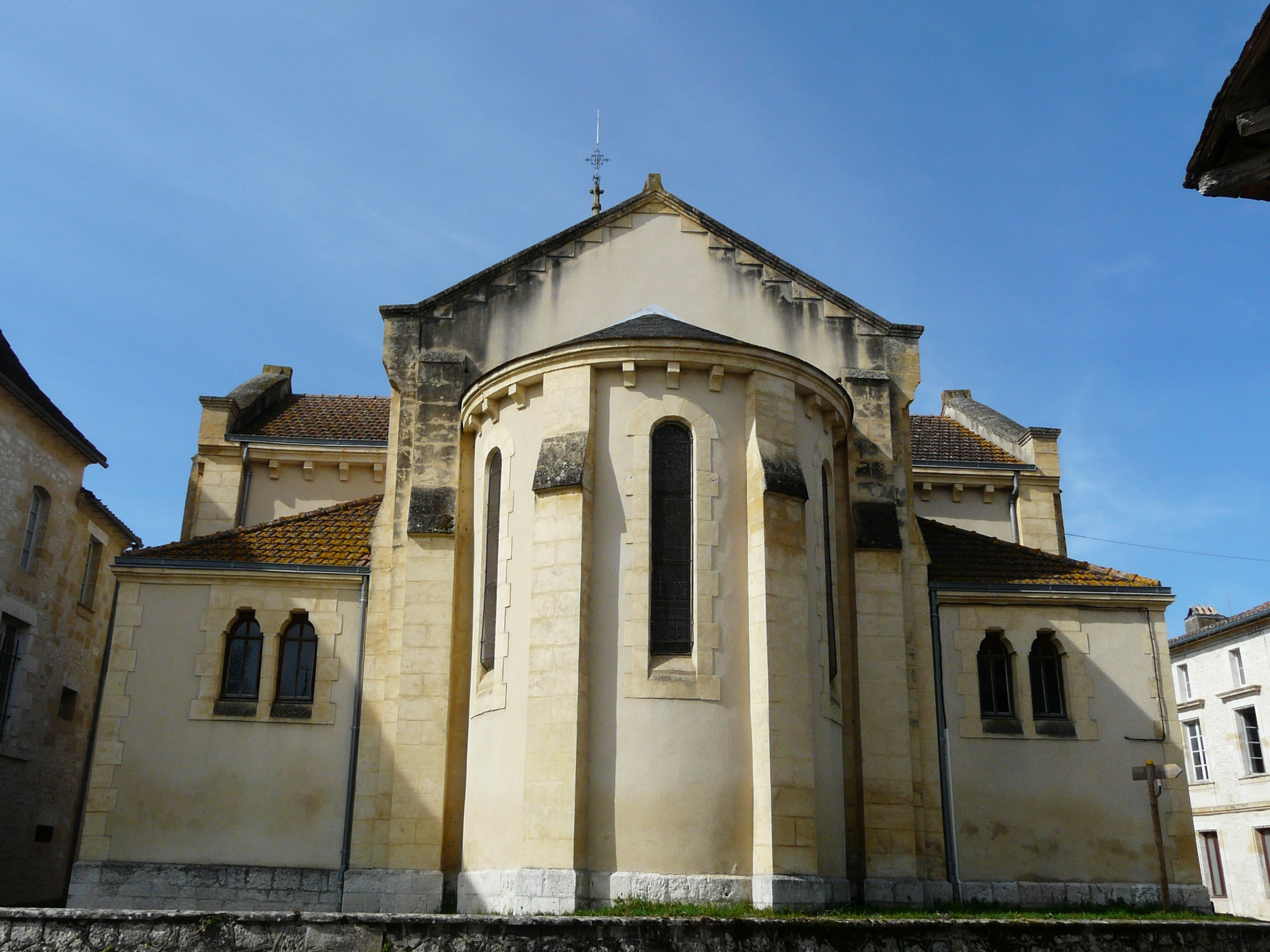
Son chevet.
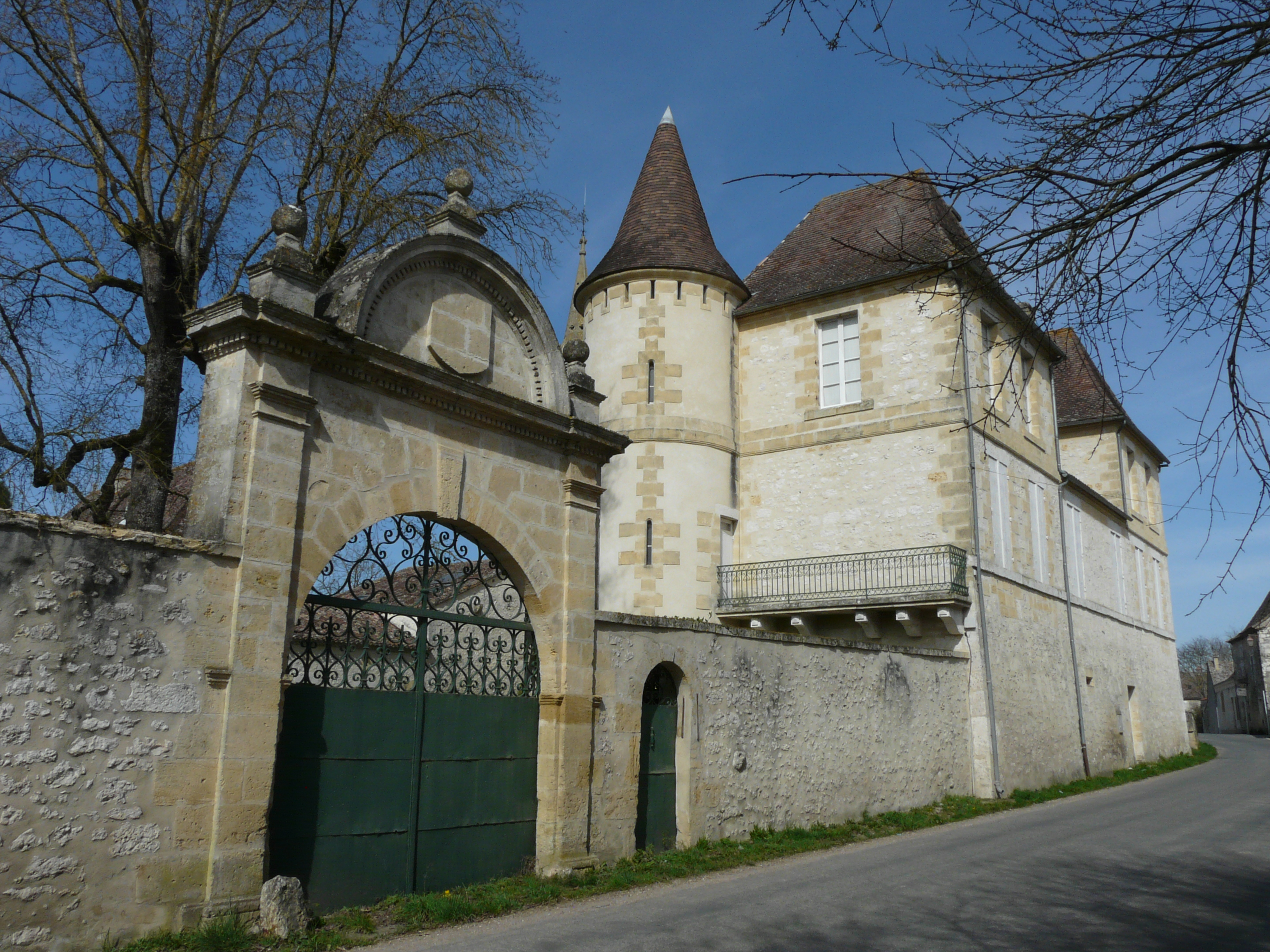
Le château de Saint-Aubin.
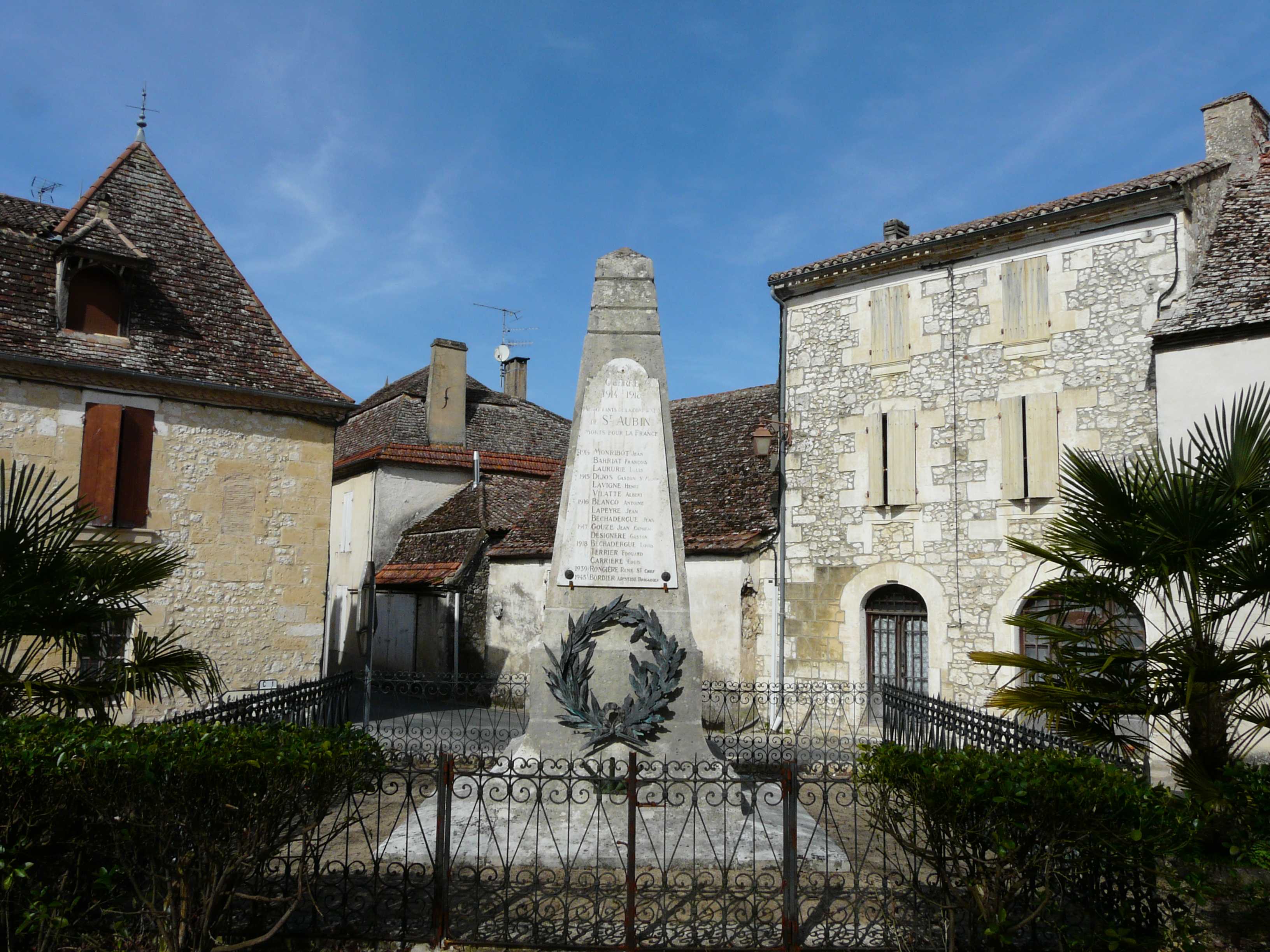
Le monument aux morts.

### Héraldique
Pour un article plus général, voir Armorial des communes de la Dordogne.
| Blason de Saint-Aubin-de-Lanquais | Blason  | Parti : au 1er de gueules à une crosse d'or accostée des lettres capitales S et A du même, au 2d de sinople à une meule d'argent ; le tout au chef d'or chargé d'une feuille de vigne versée de sinople accostée de deux haches de pierre de sable emmanchées de gueules. DeviseMitis et humislis corde (« Avec un cœur doux et humble »). |
| Blason de Saint-Aubin-de-Lanquais | Détails | Le statut officiel du blason reste à déterminer. |

## Pour approfondir